# Leon Thomas
Amos Leon Thomas Jr. (* 4. Oktober 1937 in East St. Louis, Illinois; † 8. Mai 1999 in New York City) war ein US-amerikanischer Jazz-Sänger und Perkussionist der Avantgarde. Sein bekanntestes Stilmittel war der seit 1968 oftmals in Gesangspassagen eingeflochtene Übergang zu einem markanten Dreierschlag-Jodeln. Beispielhaft ist das aus seiner Zusammenarbeit mit dem Tenor-Saxophonisten Pharoah Sanders 1969 entstandene halbstündige Stück The Creator Has a Master Plan auf dessen Album Karma.

## Leben und Wirken
Thomas trat zunächst mit Grant Green, Jimmy Forrest und Hank Crawford auf und studierte Musik an der Tennessee State University in Nashville. Er sang dann bei Ben Thigpen, tourte mit Art Blakey und trat bei Mary Lou Williams auf (Live At Town Hall). 1961 trat er an Stelle von Joe Williams in die Band von Count Basie ein, bei dem er – unterbrochen vom Militärdienst – bis 1965 blieb. Dann arbeitete er unter anderem mit Randy Weston, Rahsaan Roland Kirk und Archie Shepp zusammen, bevor er Ende 1968 Mitglied der Band von Pharoah Sanders wurde und Texte für dessen Kompositionen schrieb. Zu hören ist er auf Sanders’ Album Izipho Zam (My Gifts) (1973). Seitdem legte er in rascher Folge eigene Alben vor (unter anderem mit Oliver Nelson), auf denen er neben Stücken aus der Jazzavantgarde auch Standards wie Bag’s Grove oder Song for My Father interpretierte und gegen den Vietnamkrieg seinen Damn Nam Blues richtete. 1970 trat er mit Nucleus in London und auf dem Montreux Jazz Festival auf. Nach 1972 zog sich Thomas zunehmend von der Jazzszene zurück und wirkte eher im Fusion- und im Bluesbereich, etwa bei Carlos Santana (Welcome, 1973 und Lotus, 1974) und auf seinem eigenen Album Full Circle (1973). 1979 sang er bei Louis Hayes und bei Freddie Hubbard. Mitte der 1980er Jahre arbeitete er gelegentlich wieder mit Sanders zusammen und war Teil des Quintetts von Joe Henderson, mit dem er in vielen Ländern und bei den großen Festivals auftrat. 1987 trat er mit Gary Bartz auf, bevor er 1988 mit seiner eigenen Leon Thomas Blues Band ein Album einspielte. Er ist auch auf Aufnahmen mit Louis Armstrong (1970), Johnny Hodges (1970), Teresa Brewer (1972), David Liebman (1976), Jamaaladeen Tacuma (1986) und mit Jeri Brown (1998) zu hören.
Die Leser des Down Beat wählten ihn in ihrem Poll zwischen 1970 und 1973 zum besten Jazzsänger.
Thomas starb 1999 an Herzversagen.

## Diskografische Hinweise
- Pharoah Sanders: Karma (1969) (Impulse! Records)
- Spirits of the Known and Unknown (1969) (Flying Dutchman)
- The Leon Thomas Album (1970) (Flying Dutchman)
- Live in Berlin with Oliver Nelson (1970) (Flying Dutchman)
- Gold Sunrise on Magic Mountain (live beim Montreux Jazz Festival 1971) (Flying Dutchman)
- Blues and the Soulful Truth (1972) (Flying Dutchman)
- Full Circle (1973) (Flying Dutchman)

Kompilationen
- Facets (Flying Dutchman, 1969–1973)
- Anthology (Soul Brother Records, 1969–1985)

## Lexigraphische Einträge
- Ian Carr, Digby Fairweather, Brian Priestley: Rough Guide Jazz. Der ultimative Führer zur Jazzmusik. 1700 Künstler und Bands von den Anfängen bis heute. Metzler, Stuttgart/Weimar 1999, ISBN 3-476-01584-X.
- Leonard Feather, Ira Gitler: The Biographical Encyclopedia of Jazz. Oxford University Press, New York 1999, ISBN 0-19-532000-X.